# American Horror Story: Roanoke
American Horror Story: Roanoke – szósty sezon amerykańskiego serialu telewizyjnego American Horror Story. Składa się z dziesięciu odcinków, wyemitowanych przez stację FX między 14 września a 16 listopada 2016 roku. Polska premiera każdego odcinka odbywała się na antenie Fox dzień po pierwszej emisji w FX.
Zgodnie z antologiczną formą serialu, Roanoke stanowi odrębny miniserial, niezależny od pozostałych sezonów. Wydarzenia opierają się na legendzie zaginionej w tajemniczych okolicznościach XVI-wiecznej kolonii Roanoke. Duchy osadników nie chcą wyrazić zgody na zasiedlenie terenów Roanoke, dlatego prześladują każdego, kto zamieszkuje w stojącym tam domu. Seria jest podzielona na dwie części, realizowane w formie dwóch programów dokumentalnych. W pierwszej części, Koszmar z Roanoke, główni bohaterowie, Matt i Shelby Millerowie oraz Lee Harris, opowiadają o swoim pobycie w domu, a aktorzy odtwarzają ich relację. W drugiej części, Powrót do Roanoke: Trzy dni w piekle, Millerowie, Lee i aktorzy z poprzedniego programu powracają do posesji, gdzie ponownie stają się ofiarą duchów.
Roanoke, podobnie jak poprzednie sezony, został stworzony przez Ryana Murphy’ego i Brada Falchuka. Do obsady powrócili aktorzy z poprzednich serii: Evan Peters, Sarah Paulson, Lily Rabe, Denis O’Hare, Kathy Bates, Angela Bassett, Frances Conroy, Wes Bentley, Lady Gaga, Cheyenne Jackson, Taissa Farmiga, Finn Wittrock, Leslie Jordan, Adina Porter i Robin Weigert. Po raz pierwszy w historii American Horror Story wystąpili Cuba Gooding Jr. i André Holland.
Roanoke zebrał głównie pozytywne recenzje krytyków i odnotował w Stanach Zjednoczonych średnią oglądalność na poziomie 2,93 miliona widzów (5,95 miliona, wliczając oglądających poprzez nagrywarkę i usługi wideo na życzenie). American Horror Story znalazł się dzięki temu w czołówce najlepiej oglądalnych seriali 2016 roku, zajmując trzecie miejsce w obrębie telewizji kablowej i dziewiąte w podsumowaniu wszystkich stacji.

## Streszczenie fabuły
Pierwsze pięć odcinków stanowi fikcyjny program dokumentalny Koszmar z Roanoke. Dopiero pięć kolejnych odcinków przedstawia właściwą fabułę.
Koszmar z Roanoke jest produkowany i prowadzony przez Sidneya Aarona Jamesa. Matt Miller, jego żona Shelby i siostra Lee Harris opowiadają w nim historię o swoim pobycie w Karolinie Północnej. W programie pokazano odtworzenie wydarzeń (nagrane w tym samym miejscu), a w bohaterów wcielili się aktorzy: Dominic Banks gra Matta, Audrey Tindall – Shelby, a Monet Tumusiime – Lee. Ponadto występują: Agnes Mary Winstead jako Tomasyn White, Rory Monahan jako Edward Philippe Mott, Dylan jako Ambrose White, William van Henderson jako Elias Cunningham i Ashley Gilbert jako Cricket Marlowe.
Shelby i Matt mieszkali w Los Angeles, gdzie zostali zaatakowani na ulicy, w wyniku czego Shelby poroniła. Małżeństwo podejmuje decyzję o wyprowadzce do Karoliny Północnej. W wyniku zwycięstwa w aukcji z okoliczną rodziną Polków kupują otoczony lasem dom. Wkrótce po zamieszkaniu w nim stają się świadkami wielu niewytłumaczalnych i przerażających zdarzeń. Przyjeżdża do nich Lee, która ma się opiekować Shelby pod nieobecność Matta. Z upływem czasu okazuje się, że dom jest nawiedzony przez duchy. Bohaterowie poznają doktora Eliasa Cunninghama i medium Cricketa Marlowego, którzy opowiadają im o historii tych terenów. W XVI wieku w okolicy powstała pierwsza angielska osada w Ameryce, Roanoke, która (zgodnie z prawdą historyczną) zaginęła w tajemniczych okolicznościach. Żona gubernatora kolonii, Tomasyn White, została wygnana przez grupę spiskowców, w skład której wszedł jej syn, Ambrose. Uratowała ją leśna druidka Scáthach, której Tomasyn oddała swoją duszę, by następnie zabić resztę kolonistów. Od tej pory Tomasyn (znana jako Jatka) i duchy mieszkańców Roanoke prześladują wszystkich, którzy zasiedlają okoliczne tereny, gdyż uważają, że ziemia ta należy wyłącznie do nich. Jedną z ich ofiar był Edward Philippe Mott, który w XVII wieku zbudował tu dom, zamieszkany aktualnie przez Millerów.
Lee bezprawnie przywozi do domu swoją córkę Florę, która po rozwodzie rodziców zamieszkała z ojcem, Masonem. Dziewczynka zostaje porwana przez ducha Priscilli. Podczas kilkudniowych poszukiwań z udziałem policji bohaterowie trafiają do domu Polków, gdzie widzą dwójkę chłopców, ssących sutki lochy. Dzikie dzieci zostają oddane policji. W międzyczasie Lee, w tajemnicy przed bratem i szwagierką, zabija Masona, chcąc w ten sposób zyskać pełne prawo do opieki nad Florą. Matt, uwiedziony przez Scáthach, nieświadomie uprawia z nią seks. Shelby, zdenerwowana na męża i jego siostrę, donosi na nią policji, przez co Lee zostaje aresztowana pod zarzutem zabójstwa Masona. Pod jej nieobecność Millerom udaje się odebrać duchom Florę. Nadchodzi tak zwana krwawa pełnia księżyca, podczas której Tomasyn i jej towarzysze zgodnie z tradycją mordują mieszkańców posesji. Duchy Roanoke przychodzą pod dom, zabijając na oczach Millerów Cricketa. Shelby, Mattowi i Florze udaje się dzięki pomocy ducha Edwarda Motta uciec podziemnym przejściem. Bohaterowie trafiają do Polków, którzy okazują się kanibalami, żądnymi zemsty za oddanie chłopców policji. Mama Polk każe synom zabić porwanego uprzednio Eliasa, a następnie oddać Millerów i Florę Jatce. Bohaterowie zostają przywiezieni pod dom, udaje się im jednak uciec duchom dzięki pomocy Lee, która – uwolniona z aresztu – przyjeżdża po nich.
Koszmar z Roanoke okazuje się telewizyjnym przebojem. Po powrocie do Los Angeles Shelby ma romans z Dominikiem, co przyczynia się do rozstania z Mattem, Audrey wychodzi za Rory’ego, a opinia publiczna uważa, że Lee jest winna zabójstwa Masona (choć nie udaje się udowodnić jej winy). Agnes zostaje uznana za schizofreniczkę, gdyż po zakończeniu zdjęć nadal utożsamia się z Jatką. Sidney wpada na pomysł zrealizowania reality show Powrót do Roanoke: Trzy dni w piekle, w którym bohaterowie i aktorzy z poprzedniego programu wracają do Roanoke na trzy dni, przypadające na krwawą pełnię. W domu zostają zainstalowane efekty specjalne, ponadto producenci wynajmują aktorów, w tym Dylana w roli Piggy Mana (jednego z duchów). Cały pobyt nagrywają ukryte kamery, a także smartfony bohaterów. Ostatecznie na udział decydują się zarówno Matt, Shelby i Lee, jak również Dominic, Audrey, Monet i Rory. Shelby chce poprzez powrót do Roanoke odzyskać zaufanie Matta, zaś Lee udowodnić światu, że nie zabiła Masona. Na plan, wbrew zakazowi, przybywa także Agnes, która – przebrana za Tomasyn – pragnie zrealizować jej wolę. Początkowo aktorzy z poprzedniego programu nie wierzą w relację Millerów i Lee. Okazuje się jednak, że dom jest rzeczywiście nawiedzony.
Pierwszą ofiarą duchów jest Rory. Agnes morduje Sidneya i członków ekipy telewizyjnej, po czym atakuje Shelby. Lee, Audrey i Monet opuszczają dom w celu znalezienia pomocy dla rannej koleżanki, trafiają jednak do Polków, którzy poddają je torturom. Audrey i Monet zostają zmuszone do zjedzenia mięsa Lee, która z kolei, nagrywana przez Jethera Polka, przyznaje się przed kamerą do zabójstwa Masona. Kobietom udaje się uwolnić, zabić Mamę Polk i Jethera oraz uciec. Monet gubi się w lesie, a Lee i Audrey wracają do domu. Tam w międzyczasie Matt uprawia seks ze Scáthach. Shelby w przypływie złości morduje męża, a wkrótce – dręczona wyrzutami sumienia – popełnia samobójstwo. Pod dom przychodzą duchy Roanoke, a Tomasyn zabija Agnes, z kolei Dominic zostaje zadźgany na śmierć przez Piggy Mana. Audrey i Lee wracają do domu Polków, gdzie chcą zniszczyć taśmy wideo, na których widać, jak zabiły Mamę i Jethera (ponadto Lee skrycie pragnie uniknąć tego, by ktokolwiek zobaczył, jak przyznaje się do winy). Tam znajdują Monet, której wraz z Audrey udaje się uciec, Lee z kolei gubi się w lesie. Opętana przez Scáthach, morduje Monet i atakuje Audrey. Dzień po krwawej pełni na miejsce przybywa policja – świat dowiedział się o wydarzeniach w Roanoke dzięki transmisji wideoblogerów, którzy odwiedzili plan i zostali spaleni na stosie przez duchy. Audrey próbuje zabić Lee, sama zostaje jednak zastrzelona przez funkcjonariuszy.
Lee jest jedynym z siedmiu uczestników programu, który przeżył. Zostaje jej postawiony zarzut zabójstwa Masona, Monet i Jethera. Ostatecznie sąd, wbrew zeznaniom Flory, uznaje ją za niewinną. Werdykt jest podważany przez opinię publiczną, a córka nie chce mieć z nią żadnego kontaktu. Kobieta pragnie odzyskać zaufanie dziewczynki, ta nie godzi się jednak na powrót do matki i woli żyć z Priscillą w domu w Roanoke. Ostatecznie postanawia zamieszkać z dziadkami, zaś Lee, zabita (na własne życzenie) przez Priscillę, żyje w Roanoke jako duch.

## Nawiązania do wcześniejszych sezonów
Mimo że każdy sezon American Horror Story stanowi osobny i spójny miniserial, niezwiązany bezpośrednio z pozostałymi, w Roanoke – podobnie jak w poprzednich seriach – pojawiło się kilka nawiązań do wcześniejszych odcinków.
- W odcinku „Rozdział 10” pojawia się Lana Winters (Sarah Paulson) – jedna z głównych postaci sezonu drugiego, Asylum. Oznacza to, że Paulson zagrała w Roanoke trzy różne postacie[1][2]. Zostaje wspomniany fakt, że zabiła syna, co ukazano w odcinku Asylum pod tytułem „Koniec szaleństwa”. Ponadto, ekipa programu Łowcy duchów wspomina o szpitalu Briarcliff, w którym miała miejsce akcja sezonu drugiego[3][4].
- Temat zaginionej kolonii Roanoke pojawił się już w pierwszym sezonie, Murder House. W odcinku „Narodziny” Billie Dean Howard opowiada o duchach mieszkańców Roanoke, zabitych w 1590 roku, które prześladowały okoliczne plemienia indiańskie. Zostały jednak pokonane za pomocą egzorcyzmu, w którym użyto zaklęcia „Croatoan” (to samo słowo wyryto na palisadzie w miejscu zaginionej kolonii). W Roanoke zaklęcia „Croatoan” używa przeciwko duchom w domu Elias Cunningham[5].
- Jednym z duchów w domu jest Piggy Man, człowiek z głową świni, który najczęściej pojawia się pod prysznicem. Miejską legendę o nim przedstawiono w odcinku „Świnko, świnko” Murder House. Według niej Piggy Man był XIX-wiecznym rzeźnikiem z Chicago, który nosił maskę świni. Aby wywołać ducha, należało wypowiedzieć słowa: „Here piggy pig, pig”. Piggy Man zabił Derricka, wyłaniając się zza zasłony prysznicowej[6].
- Ryan Murphy ujawnił, że w Roanoke zostanie przybliżona historia rodu Mottów[7]. W czwartym sezonie, Freak Show, jednymi z głównych bohaterów byli Gloria Mott i jej niezrównoważony psychicznie syn, Dandy. W Roanoke jednym z bohaterów jest Edward Philippe Mott, założyciel domu w Roanoke. W odcinku „Rozdział 5” historyk Doris Kearns Goodwin opowiada, że jego ostatni potomek zmarł w 1952 roku na Florydzie, co odpowiada zabójstwu Dandy’ego w odcinku „Koniec przedstawienia” Freak Show[8].
- Ryan Murphy zdradził również, że Scáthach jest pierwszą Najwyższą sabatu czarownic, wokół którego skupia się akcja sezonu trzeciego, Sabatu[9].

## Obsada i bohaterowie
Kursywą zaznaczono bohaterów odtwarzanych przez dane postacie w Koszmarze z Roanoke.

### Obsada główna
- Kathy Bates jako Agnes Mary Winstead / Tomasyn White
- Sarah Paulson jako
  - Audrey Tindall / Shelby Miller
  - Lana Winters (odc. 10)
- Cuba Gooding Jr. jako Dominic Banks / Matt Miller
- Lily Rabe jako Shelby Miller
- André Holland jako Matt Miller
- Denis O’Hare jako William van Henderson / Elias Cunningham
- Wes Bentley jako Dylan / Ambrose White
- Evan Peters jako Rory Monahan / Edward Philippe Mott
- Cheyenne Jackson jako Sidney Aaron James
- Angela Bassett jako Monet Tumusiime / Lee Harris

### Goście specjalni
- Lady Gaga jako Scáthach (odc. 2–4)
- Frances Conroy jako Mama Polk (odc. 5)
- Finn Wittrock jako Jether Polk (odc. 7, 8)

### Obsada drugoplanowa
- Adina Porter jako Lee Harris
- Charles Malik Whitfield jako Mason Harris
- Colby French jako policjant
- Grady Lee Richmond jako Ishmael Polk
- Chaz Bono jako Brian Wells / Lot Polk
- Orson Chaplin jako Cain Polk
- Saniyya Sidney jako Flora Harris
- Maya Rose Berko jako Miranda
- Kristen Rakes jako Bridget
- Marti Matulis jako Piggy Man
- Leslie Jordan jako Ashley Gilbert / Cricket Marlowe
- Estelle Hermansen jako Priscilla
- Shannon Lucio jako Diana Cross
- Robin Weigert jako Mama Polk
- Jamie Martz jako policjant

### Obsada gościnna
- Larry Cedar jako licytator (odc. 1)
- John Pyper-Ferguson jako Cage (odc. 3)
- Henderson Wade jako Guinness (odc. 5)
- Doris Kearns Goodwin jako ona sama (odc. 5)
- William R. Moses jako Frank (odc. 6)
- John Prosky jako pracownik telewizji (odc. 6)
- Taissa Farmiga jako Sophie Green (odc. 9)
- Jon Bass jako Milo (odc. 9)
- Jacob Artist jako Todd Connors (odc. 9)
- Michael Whaley jako policjant (odc. 9)
- Brian Howe jako Mark Phillips (odc. 10)
- Danielle MacDonald jako Bristol Windows (odc. 10)
- Julie Claire jako Stephanie Holder (odc. 10)
- Emma Bell jako Tracy Logan (odc. 10)
- Simone Baker jako Flora Harris (odc. 10)
- James Morosini jako Bob Kinneman (odc. 10)
- Joe Spellman jako Dave Elder (odc. 10)

Opracowano na podstawie materiału źródłowego.

## Lista odcinków
| Nr | Nr | Tytuł oryginalny | Tytuł polski | Reżyseria             | Scenariusz               | Data premiery (Stany Zjednoczone) | Data premiery (Polska) |
| --- | -- | ---------------- | ------------ | --------------------- | ------------------------ | --------------------------------- | ---------------------- |
| 64 | 1  | Chapter 1        | Rozdział 1   | Bradley Buecker       | Ryan Murphy Brad Falchuk | 14 września 2016                  | 15 września 2016       |
| Matt i Shelby Millerowie opowiadają swoją historię w programie dokumentalnym Koszmar z Roanoke. Małżonkowie mieszkali w Los Angeles, gdzie zostali pobici na ulicy, w wyniku czego Shelby poroniła. Bohaterowie postanowili wyjechać do Karoliny Północnej, gdzie w wyniku wygranej z Polkami w licytacji kupili otoczony przez las dom. Okazuje się, że w posesji dzieją się tajemnicze i niewytłumaczalne rzeczy. Już pierwszej nocy bohaterowie słyszą dziwne dźwięki. Dzień później Shelby jest świadkiem spadania z nieba zębów i zostaje podtopiona w wannie koło domu, a Matt znajduje zakrwawionego trupa świni. Bohater postanawia sprowadzić swoją siostrę Lee, która opowiada w programie o zwolnieniu z pracy w policji i rozwodzie z Masonem. W Roanoke Lee, mimo niechęci do Shelby, ma się nią opiekować, gdy Matt jest w pracy. Skłócone szwagierki są świadkami kolejnych niewytłumaczalnych rzeczy, takich jak zwisające w holu drewniane lalki. Gdy do domu wraca Matt, Shelby odjeżdża jego samochodem i potrąca na drodze kobietę (Jatkę), po czym wchodzi do lasu i staje się świadkiem morderczego rytuału. |    |                  |              |                       |                          |                                   |                        |
| 65 | 2  | Chapter 2        | Rozdział 2   | Michael Goi           | Tim Minear               | 21 września 2016                  | 22 września 2016       |
| Shelby, której udaje się uciec z lasu, budzi się dzień później w szpitalu. Mason przywozi Florę, która twierdzi, że zaprzyjaźnia się w domu z dziewczynką imieniem Priscilla. Tymczasem pod wpływem kolejnych tajemniczych wydarzeń Matt i Shelby decydują się na stałą obecność policji przy domu. W nocy Matt ma wizję, w której dwie pielęgniarki (Bridget i Miranda) zabijają leżącą na łóżku szpitalnym kobietę. Dzień później wraz z Shelby znajduje koło domu podziemny schron, a w nim taśmy wideo. Doktor Elias Cunningham opowiada na nich wyniki swoich badań nad przeszłością domu. Millerowie postanawiają sprzedać posesję, jednak pracownik banku uświadamia ich, że to niemożliwe. Tymczasem Lee odbiera ze szkoły Florę i nielegalnie przywozi ją do domu, gdzie po pewnym czasie bohaterowie nie mogą jej odnaleźć. W wyniku poszukiwań znajdują w lesie powieszoną na drzewie bluzę dziewczynki. |    |                  |              |                       |                          |                                   |                        |
| 66 | 3  | Chapter 3        | Rozdział 3   | Jennifer Lynch        | James Wong               | 28 września 2016                  | 29 września 2016       |
| Podczas poszukiwań Flory bohaterowie trafiają do tajemniczego domu, w którym widzą dwójkę chłopców, ssących sutki lochy. Dzikie dzieci zostają oddane policji, gdzie okazują się należeć do rodziny Polków. Tymczasem w domu Millerów zjawia się Mason, który oskarża Lee o porwanie Flory i odjeżdża. Kilka godzin później policja znajduje w lesie jego zwęglonego trupa, zawieszonego na drzewie. Shelby podejrzewa Lee o zabójstwo, bo na nagraniu z domowego monitoringu widać, że opuściła ona dom w mniej więcej tym samym czasie, gdy zmarł Mason. W posesji zjawia się tymczasem medium Cricket Marlowe, który oferuje pomoc w poszukiwaniu Flory, opowiada o Priscilii i kontaktuje się z duchem Jatki. Przybliża bohaterom jej historię – Tomasyn White była żoną gubernatora kolonii Roanoke, która w wyniku spisku (z udziałem własnego syna, Ambrosego) została wygnana z osady. Po tym, jak uratowała ją Scáthach, Tomasyn oddała jej swoją duszę i zabiła spiskowców, a następnie przeniosła się z osadnikami w głąb lądu. Tymczasem Shelby, Matt, Lee i Cricket idą do lasu, gdzie pierwsza z nich widzi swojego męża uprawiającego seks z tajemniczą kobietą (Scáthach). W wyniku złożeniu policji przez Shelby donosu Lee zostaje aresztowana. |    |                  |              |                       |                          |                                   |                        |
| 67 | 4  | Chapter 4        | Rozdział 4   | Marita Grabiak        | John J. Gray             | 5 października 2016               | 6 października 2016    |
| Shelby zostaje zaatakowana przez Piggy Mana, który znika pod wpływem zaklęcia Croatoan, użytego przez Cunninghama. Mężczyzna pojawia się niespodziewanie w domu i opowiada Millerom o jego przeszłości, w tym o wszystkich właścicielach, którzy zginęli w tajemniczych okolicznościach podczas tego samego październikowego cyklu księżyca. Tak zwana krwawa pełnia ma mieć miejsce tego samego dnia, Millerowie decydują się jednak nie uciekać bez Flory. Wraz z Cunninghamem znajdują ją w lesie, gdzie dzięki prośbom Eliasa Priscilla pozwala dziewczynce powrócić do ciotki i wuja. Inne duchy strzelają do Cunninghama, a Matt, Shelby i Flora uciekają do domu. Tam czeka na nich Marlowe, który dowiedział się od Jatki, że ta zamierza ich dziś zabić. Spotkał także Scáthach, która przybliżyła mu historię zabójstwa wszystkich mieszkańców Roanoke przez Tomasyn. Cricket wraca do hotelu, jednak po drodze widzi Florę, za którą idzie do lasu. W nocy Matt udaje się do schronu, gdzie Scáthach opowiada mu swoją historię o przybyciu z Anglii do Ameryki. Miller ucieka i widzi przed domem duchy mieszkańców Roanoke. Millerowie stają się świadkiem zabójstwa Cricketa przez Jatkę (poprzez wypatroszenie żywcem). |    |                  |              |                       |                          |                                   |                        |
| 68 | 5  | Chapter 5        | Rozdział 5   | Nelson Cragg          | Akela Cooper             | 12 października 2016              | 13 października 2016   |
| Historyk Doris Kearns Goodwin opowiada w Koszmarze z Roanoke historię Edwarda Philippe’a Motta, który zbudował na terenie Roanoke dom, by odizolować się od świata z zakupionymi obrazami. Mężczyzna był prześladowany przez duchy, po czym został zamordowany przez Jatkę. Tymczasem w głównej historii Tomasyn i jej duchy chcą zabić Shelby, Matta i Florę, których ratuje duch Motta. Dzięki jego pomocy bohaterowie wychodzą podziemnym tunelem, po czym trafiają do domu Polków. Znajduje się tam również ledwo przytomny Elias Cunningham, którego Mama Polk każe zabić. Kobieta postanawia oddać Shelby, Matta i Florę Jatce w ramach zemsty za oddanie policji jej wnuków. Bohaterom udaje się na chwilę uciec z wiozącego ich samochodu Polków, jednak zostają odnalezieni i w ramach kary Mama Polk łamie Shelby nogę. Gdy samochód dociera pod dom w Roanoke, Jatka usiłuje dokonać morderstwa, powstrzymuje ją jednak Ambrose. Nagle przyjeżdża uwolniona z aresztu Lee, która pomaga córce, bratu i szwagierce uciec. Cała czwórka zatrzymuje się w motelu i planuje jak najszybszy powrót do Los Angeles. |    |                  |              |                       |                          |                                   |                        |
| 69 | 6  | Chapter 6        | Rozdział 6   | Angela Bassett        | Ned Martel               | 19 października 2016              | 20 października 2016   |
| Program Koszmar z Roanoke okazał się wielkim hitem telewizyjnym, w związku z czym jego producent, Sidney Aaron James, przedstawia pracownikom telewizji pomysł na kontynuację. Bohater planuje reality show Powrót do Roanoke: Trzy dni w piekle, w którym na okres krwawej pełni do domu powracają Matt, Shelby, Lee oraz aktorzy grający ich w poprzednim programie. Shelby ujawnia w wywiadzie, że weźmie udział, by w ten sposób odzyskać zaufanie męża po przejściu w stan separacji, na co wpływ miał jej romans z grającym Matta Dominikiem Banksem. Lee chce natomiast udowodnić widzom, że nie zamordowała Masona. Chęć udziału wyraża również grająca Jatkę Agnes Mary Winstead, Sidney nie wyraża jednak zgody, gdyż Agnes uznano za niezrównoważoną psychicznie ze względu na utożsamianie się z Tomasyn. W nowym reality show pojawiają się ostatecznie wszyscy zaproszeni: Matt, Shelby, Lee, Dominic, Monet Tumusiime (odtwórczyni roli Lee), Audrey Tindall (grająca uprzednio Shelby) i jej mąż, Rory Monahan (który grał Edwarda Motta). Podczas przygotowań do programu dzieją się podejrzane rzeczy – na planie zostają znalezione martwe świńskie płody, a jeden z pracowników popełnia samobójstwo przy pomocy piły mechanicznej. Gdy rozpoczynają się zdjęcia, na planie dochodzi do spięć między bohaterami. Wkrótce dom okazuje się rzeczywiście nawiedzony – Audrey widzi Piggy Mana, a Bridget i Miranda zabijają Rory’ego. |    |                  |              |                       |                          |                                   |                        |
| 70 | 7  | Chapter 7        | Rozdział 7   | Elodie Keene          | Crystal Liu              | 26 października 2016              | 27 października 2016   |
| Agnes, przebrana za Jatkę, zabija niedaleko planu Sidneya, kamerzystę i ich asystentkę. Tymczasem w domu dochodzi do kolejnych spięć między bohaterami. Dominic próbuje uwieść Shelby, a Audrey uznaje, że Rory (którego nikt nie może znaleźć) ją opuścił i wrócił do Los Angeles. Wkrótce Shelby zostaje zaatakowana tasakiem przez Agnes, która, powstrzymana przez Dominica przed zabójstwem, w tajemniczy sposób znika. Nie działają telefony i nie zjawia się pomoc medyczna, więc Lee, Audrey i Monet opuszczają dom, by znaleźć producentów. W podziemnym przejściu widzą ducha Edwarda Motta, a na zewnątrz znajdują ciała Sidneya, kamerzysty i asystentki. W lesie są świadkami pochodu duchów Roanoke, a także widzą zwłoki Rory’ego. Wkrótce zostają porwane przez Polków, którzy odrywają kawałek nogi Lee, po czym każą Audrey i Monet go zjeść. Tymczasem w domu Shelby i Dominic widzą Matta uprawiającego seks ze Scáthach. Gdy bohater wyznaje, że jest zakochany w druidce, zdenerwowana Shelby zabija go łomem. Pod dom przychodzi Agnes, która krzyczy, że spali całą posesję. Za chwilę zjawiają się duchy Roanoke, a prawdziwa Tomasyn zabija Agnes. |    |                  |              |                       |                          |                                   |                        |
| 71 | 8  | Chapter 8        | Rozdział 8   | Gwyneth Horder-Payton | Todd Kubrak              | 2 listopada 2016                  | 3 listopada 2016       |
| Shelby i Dominic chcą uciec z domu podziemnym tunelem, wracają jednak do środka, zobaczywszy duchów rodziny Chan. Po ucieczce kolejnym duchom chowają się w łazience, gdzie Shelby, gnębiona wyrzutami sumienia w związku z zabójstwem męża, podcina sobie gardło. W międzyczasie Polkowie torturują kobiety, które uprzednio uprowadzili – Lee odrywają kolejne kawałki mięśni, a Audrey i Monet zęby. Lee nawiązuje bliższe relacje z jednym z Polków, Jetherem, który nagrywa film, na którym ta przyznaje się do zabójstwa Masona. Po tym, jak bohaterkom udaje się uwolnić, Monet ucieka do lasu, Lee zabija Jethera, a Audrey – Mamę Polk. Lee i Audrey wracają do domu, gdzie uznają Dominica za winnego zabójstwo Matta i Shelby. Chwilę później Banks zostaje zabity przez Piggy Mana. Następnego poranka kobiety chcą opuścić dom, by zniszczyć taśmy nagrane w domu Polków (nie chcą, by świat dowiedział się, że ich zabiły, zaś Lee skrycie pragnie ukryć prawdę o zabójstwie męża). Wychodząc, widzą jednak Piggy Mana. Okazuje się, że w rzeczywistości jest za niego przebrany Dylan, aktor grający Ambrosego w Koszmarze z Roanoke. |    |                  |              |                       |                          |                                   |                        |
| 72 | 9  | Chapter 9        | Rozdział 9   | Alexis Korycinski     | Tim Minear               | 9 listopada 2016                  | 10 listopada 2016      |
| Sophie, Milo i Todd, trójka fascynatów Koszmaru z Roanoke, prowadzących blog internetowy, przybywa do lasu w Roanoke w celu znalezienia domu, w którym odbywała się akcja programu. Widząc martwą kobietę, dzwonią na policję. Gdy funkcjonariusze przyjeżdżają, okazuje się jednak, że trup znikł. Po przesłuchaniu na komisariacie blogerzy wracają do lasu. Tymczasem Dylan informuje Audrey i Lee, że miał grać Piggy Mana w nowym programie. Cała trójka idzie do domu Polków, by zabrać taśmy i odjechać ich samochodem. Dylan zostaje zraniony przez Ishmaela, zaś Audrey znajduje kamerę, uwalnia przywiązaną Monet i zabija Ishmaela. Obie kobiety uciekają do domu, zaś Lee trafia do lasu, gdzie zostaje opętana przez Scáthach, po czym zabija Todda. Sophie i Milo, odkrywszy trupy Sidneya i kamerzysty, dzwonią na policję, która nie wierzy w ich opowieść. Lee wraca do domu, gdzie zabija Monet i atakuje Audrey. Zjawiają się także duchy Roanoke z Tomasyn na czele, patrosząc Dylana oraz paląc na stosie Sophie i Milo. Dzień później pod dom przyjeżdża policja, znajdując obie żywe uczestniczki programu. Audrey, widząc Lee, próbuje ją zabić, sama zostaje jednak zastrzelona przez policjantów. |    |                  |              |                       |                          |                                   |                        |
| 73 | 10 | Chapter 10       | Rozdział 10  | Bradley Buecker       | Ryan Murphy Brad Falchuk | 16 listopada 2016                 | 17 listopada 2016      |
| Lee zostaje oskarżona o zabicie Masona, Monet i Jethera. Przeciwko matce zeznaje Flora, która twierdzi, że widziała, jak Lee zabija Masona, gdy skrywała się z Priscillą w lesie. Ostatecznie kobieta zostaje przez sąd uniewinniona, na co wpływa koszmar, który przeżyła u Polków, a także nietypowa marihuana, wyniesiona przez nią z domu oprawców. Wywiad z Lee przeprowadza Lana Winters, która wyznaje na wizji, że dziadkowie Flory zgłosili jej zaginięcie. Program przerywa Lot Polk, który wchodzi do studia w celu zabicia Lee, sam zostaje jednak zastrzelony przez policję. W noc krwawej pełni do domu w Roanoke przyjeżdża ekipa programu telewizyjnego Łowcy duchów z Ashleyem Gilbertem (aktorem grającym Cricketa Marlowego). Tam spotykają Lee, która wróciła do posesji, by namówić Florę do zamieszkania z nią. Ekipa telewizyjna i Ashley zostają zabici przez duchy, zaś Flora obwinia matkę za śmierć ojca i wyznaje, że musi tu żyć dalej, by chronić Priscillę przed Jatką. Ostatecznie obie dochodzą do porozumienia – Flora ma zamieszkać z dziadkami, zaś Lee prosi Priscillę, by ją zabiła, i od tej pory żyje w Roanoke jako duch. Dom zostaje spalony, a przebywającą pod nim policję atakują duchy kolonistów. |    |                  |              |                       |                          |                                   |                        |

## Geneza i produkcja

### Pomysł na fabułę
10 listopada 2015 roku telewizja FX potwierdziła zamówienie szóstej serii American Horror Story. W sierpniu 2015 roku twórca serialu, Ryan Murphy, powiedział w wywiadzie dla „Entertainment Weekly”, że istnieje możliwość zrealizowania w 2016 roku dwóch sezonów, wiosennego i jesiennego. Dodał również:

Tym razem robimy coś nowego, czego nie robiliśmy jeszcze nigdy przedtem. Mamy dwie różne grupy scenarzystów. Jedna z nich będzie tworzyć teraz, a druga pojawi się pod koniec sierpnia. Kolejny sezon bardzo, bardzo się różni od aktualnego [Hotelu]. Nie chodzi o to, że jest mniejszy. Powiedziałbym, że mniej w nim przepychu. Będzie bardziej nieprzewidywalny i mroczniejszy.

W październiku 2015 roku, w kolejnym wywiadzie dla „Entertainment Weekly”, Murphy, spytany o wskazówki w sprawie szóstego sezonu, powiedział:

To będzie ciekawy rok. Bierzemy się za coś, o czym już wspomnieliśmy w paru sezonach. Właściwie było o tym całkiem sporo. Być może zrobię to dopiero w sezonie siódmym, ale raczej wydaje mi się, że w szóstym.

W styczniu 2016 roku John Landgraf, prezes FX, potwierdził, że akcja szóstej serii będzie się odbywać w czasach współczesnych, z nawiązaniami do przeszłości. W marcu Murphy zdradził podczas festiwalu PaleyFest:

Interesujące w nowym sezonie jest to, że pracowaliśmy równocześnie nad dwoma pomysłami, czego nie robiliśmy nigdy dotąd. Nie chcę mówić, na czym te pomysły polegają (...). Oba mają zupełnie inną formę niż poprzednie sezony, nie wiemy jeszcze, który z nich wygra. Wkrótce to przemyślimy.

Fabułę i tytuł sezonu do dnia premiery utrzymywano w ścisłej tajemnicy. Landgraf przyznał, że stanowi to miłą odmianę po pięciu poprzednich seriach. Wszystkie osoby biorące udział w produkcji podpisały umowy poufności. Scenariusze otrzymały zaledwie cztery osoby niezwiązane bezpośrednio z planem, podczas gdy przy poprzednich sezonach liczba ta przekraczała dwieście. Co więcej, w scenariuszach ocenzurowano niektóre wyrazy, a aktorzy dowiadywali się, co mają powiedzieć, dopiero chwilę przed nagraniem danych scen. Zarówno Landgraf, jak i członkini obsady, Lady Gaga, żartowali w wywiadach, że Murphy by ich zabił, gdyby zdradzili coś na temat fabuły. Zaledwie kilkanaście dni przed premierą pierwszego odcinka Evan Peters przyznał, że nie może nic powiedzieć w sprawie nowej serii, zresztą sam wie bardzo niewiele („Nic mi nie mówią”) i nie zna nawet jej tytułu. Redaktor czasopisma „Vanity Fair” wyraził wątpliwość w sprawie słuszności tworzenia tajemnicy, przypominając, że podobną enigmatyczność zastosowano w przypadku seriali Gra o tron i Żywe trupy, a mimo to spoilery wyciekły przed premierą. Gdy TMZ opublikował zdjęcia z planu, w mediach pojawiły się teorie na temat skupienia akcji wokół kolonii Roanoke. Oprócz tego fabułę i tytuł sezonu udało się utrzymać w tajemnicy do premiery pierwszego odcinka.

To wszystko było jak zabawa w kotka i myszkę, zarówno w biurach, jak i z aktorami. Bardzo się cieszę, że żaden z aktorów nie puścił pary z ust. Szczególnie jestem dumny z Sarah Paulson i Cuby Goodinga [Jr.], bo mieli w tym czasie sporo czerwonych dywanów. Tak sobie myślałem: „Przecież wszystko wyjdzie na jaw. Bo jakżeby inaczej?”. Tymczasem oni wykazali się niezwykłą klasą i dyskrecją. Ostatecznie wszystko się opłaciło, bo zaryzykowaliśmy bardzo dużo, ale się naprawdę udało. Moim zdaniem ten sezon jest bardzo nowoczesny i ciekawy, czytałem komentarze ludzi i zgadzam się, że to nasz najstraszniejszy sezon, podobny do Murder House [pierwszej serii]. To, co teraz oglądacie, jest jak wyścig do mety, wyścig bardzo ostry i brutalny.

Angela Bassett, która nie tylko zagrała jedną z głównych ról, ale także wyreżyserowała odcinek szósty, przyznała w wywiadzie dla „Vanity Fair”, iż zaskoczył ją fakt, że spoilery nie wyciekły.

Byłam [zaskoczona], w końcu w moim odcinku była chociażby scena ślubu, w której mieliśmy statystów. Ku mojemu zdumieniu, w większości dotrzymali tajemnicę. Trochę informacji wyciekło, przez co się zdenerwowaliśmy na planie, ale cóż mogliśmy poradzić? A potem kręciłam scenę, w której Agnes, bohaterka Kathy [Bates], biega z nożem wzdłuż Hollywood Boulevard. Zastanawiałam się, jak niby utrzymamy wszystko w tajemnicy, skoro kręcimy na Hollywood Boulevard? No, ale przy tej ulicy dzieje się tyle szalonych rzeczy, że zapewne nie rzucało się to w oczy.

Jedyną informacją, którą Murphy zdradził przed premierą, jest fakt, że w odcinkach pojawi się motyw dzieci. Kolejne elementy fabuły zaczął ujawniać już po emisji pierwszego odcinka. Najpierw zapowiedział, że w Roanoke pojawi się wiele nawiązań do poprzednich sezonów, między innymi zostanie wyjaśniony rodowód rodziny Mottów (której członkowie, Dandy i Gloria, byli bohaterami czwartej serii, Freak Show). Później dodał, w jaki sposób ewoluował pomysł stworzenia dwóch oddzielnych serii: sezon szósty podzielono na dwie części. Ujawnił, że szóstym odcinku będzie miał miejsce diametralny zwrot akcji, gdy okaże się, że to, co widzowie oglądali wcześniej, nie jest prawdą. Współtwórca serialu, Brad Falchuk, sprecyzował, że sezon szósty dzieli się na trzy części: pierwszą stanowią odcinki 1–5, drugą odcinki 6–9, zaś trzecią odcinek 10. Murphy dodał, że aktorzy dowiedzieli się o zwrocie akcji dopiero podczas zdjęć do odcinka czwartego. Zdradził także, iż Finn Wittrock zagra „najbardziej popieprzoną postać” w historii serialu, a Evan Peters wcieli się w zupełnie innego bohatera niż w pierwszej części serii.

W szóstym odcinku kocham fakt, że gdy się go ogląda, pod koniec trzeciej sceny widzimy nagłą bombę. Nie wierzy się w to, co jest napisane na ekranie. I nagle trafia się do zupełnie innego świata, gdzie gra toczy się o bardzo, bardzo wysoką stawkę. Jak na razie w sezonie odtwarzaliśmy wydarzenia, które miały już miejsce. W poprzednich seriach stosowaliśmy metodę narracji bezpośredniej. Nagle w tym sezonie podzieliliśmy fabułę na dwie połowy, od pierwszego do piątego odcinka (...), a potem od szóstego do dziesiątego. Teraz to zupełnie inne show. W zupełnie innej formie narracji. To, co uważałeś za prawdę, okaże się fałszem. Świetnie się nad tym pracowało, bo to tak jakby dwa różne sezony w jednym. Zwrot akcji w szóstym odcinku zabiera cię do zupełnie innego świata (...). Wszyscy [aktorzy] byli zachwyceni takim wyzwaniem. Wielu z nich, jak wiecie, musiało zaprezentować dwa różne głosy, różne akcenty, dzięki czemu praca na planie nabrała dynamizmu, podobnie jak sam sezon. Sarah Paulson powiedziała, że to jedna z najciekawszych rzeczy, jakie robiła w naszym serialu, taka jakby nagła zmiana biegu.

Murphy zapowiedział również, że niektóre postacie z Roanoke pojawią się w kolejnych sezonach. Dodał też, że utrzymywanie całej serii w tajemnicy było jednorazowym pomysłem, a informacje w sprawie siódmego sezonu będą ujawniane przed premierą.

### Dobór obsady
Składu obsady, w przeciwieństwie do tytułu i fabuły Roanoke, nie utrzymywano w tajemnicy. W październiku 2015 roku, jeszcze przed premierą piątego sezonu (Hotelu), Ryan Murphy napisał na Twitterze, że zaprosił jego gwiazdę, piosenkarkę popową Lady Gagę, do udziału w szóstej serii. W grudniu Emma Roberts, która występowała w trzecim i czwartym sezonie (Sabacie i Freak Show), zdradziła portalowi Yahoo!, że ze względu na inne zobowiązania nie udało jej się wystąpić w Hotelu, jednak rozmawiała z Murphym na temat „niesamowitej i diabelskiej” postaci, którą zagra w szóstym sezonie. W lutym 2016 roku Angela Bassett, która występowała w trzech poprzednich seriach, jako pierwsza aktorka potwierdziła swój udział w szóstej odsłonie. W marcu również Lady Gaga zapowiedziała, że się pojawi. W tym samym miesiącu Murphy wziął udział w konferencji na festiwalu PaleyFest, gdzie – wraz z nim – pojawili się aktorzy z poprzednich sezonów: Angela Bassett, Kathy Bates, Denis O’Hare, Sarah Paulson, Finn Wittrock, Cheyenne Jackson, Wes Bentley i Matt Bomer. Producent ogłosił, że wszyscy oni zostali zaproszeni do udziału w szóstej serii. W maju Jessica Lange, która zagrała w czterech pierwszych sezonach, ale zrezygnowała z udziału w Hotelu, potwierdziła, że nie pojawi się również tym razem. W tym samym miesiącu swój udział zapowiedział natomiast O’Hare.
W czerwcu w wywiadzie dla „Washington Blade” swój powrót do American Horror Story po trzech latach ogłosił Leslie Jordan, który grał niewielką rolę w Sabacie. Aktor dodał, że zaskoczył go telefon od Murphy’ego z propozycją zagrania, jako że wcześniej odmówił pojawienia się we Freak Show. W tym samym miesiącu swój udział w szóstej serii zapowiedzieli Bomer, Jackson i Evan Peters, który pojawił się w głównej obsadzie wszystkich poprzednich sezonów. Ostatecznie Bomer nie zagrał w żadnym z odcinków. W lipcu Taissa Farmiga, która występowała w Murder House (sezon pierwszy) i Sabacie, udostępniła w serwisie Twitter zdjęcie ze scenarzystą serialu, Johnem J. Grayem, w związku z czym w mediach donoszono nieoficjalnie o jej udziale w szóstej serii; równocześnie pojawiły się plotki na temat powrotu Roberts. W tym samym miesiącu ogłoszono udział Bates, Bentleya i Wittrocka. W sierpniu swój powrót potwierdziła w wywiadzie dla „Glamour” Sarah Paulson, która – podobnie jak Peters – grała we wszystkich poprzednich sezonach. W tym samym miesiącu portal TMZ doniósł, że w obsadzie American Horror Story po raz pierwszy znalazł się Cuba Gooding Jr., który wraz z Paulson wystąpił w wyemitowanym kilka miesięcy wcześniej innym serialu Murphy’ego, American Crime Story. Aktor potwierdził te doniesienia, dodając, że tym razem będą występować w wielu wspólnych scenach. We wrześniu swój udział w szóstej serii ogłosił także Jacob Artist, a w październiku Murphy potwierdził powrót Farmigi.
Oprócz tego niektórzy aktorzy pojawili się w Roanoke bez wcześniejszych zapowiedzi. Do stałej obsady powróciła Lily Rabe, która występowała we wszystkich poprzednich sezonach, choć we Freak Show i Hotelu tylko w rolach epizodycznych. Pojawili się także debiutujący w American Horror Story André Holland i Adina Porter, która powróciła do serialu po pięciu latach (uprzednio grała epizodyczną rolę w Murder House). W piątym odcinku wystąpiła gościnnie Frances Conroy, gwiazda pierwszych czterech sezonów. Później pojawiła się również Robin Weigert, która uprzednio zagrała epizodyczną rolę w Asylum.

### Zdjęcia
Zdjęcia do Roanoke, podobnie jak do Hotelu oraz dwóch pierwszych serii (Murder House i Asylum), odbywały się w Los Angeles i okolicach. W marcu 2016 roku serial zyskał niemal 9,3 miliona dolarów ulgi podatkowej w Kalifornii. Evan Peters zdradził, że rozpoczęcie zdjęć zaplanowano na 7 czerwca. Pod koniec miesiąca Cheyenne Jackson potwierdził, że rozpoczęto nagrania, z kolei Leslie Jordan zdradził, że filmowanie jego scen z udziałem Lady Gagi zaplanowano na 7 lipca. Miejsce kręcenia Roanoke, podobnie jak fabułę i tytuł, twórcy utrzymywali w tajemnicy. 23 czerwca paparazzi sfotografowali Sarah Paulson i Cubę Goodinga Jr. podczas filmowania na jednej z ulic Los Angeles. 1 sierpnia portal TMZ opublikował zdjęcia z planu w miejscowości Santa Clarita. Widać na nich dom w stylu dawnych osad oraz drzewo z wyrytym napisem „Croatoan”. W sierpniu portale TMZ i On Set Hollywood upubliczniły fotografie z lasu w Calabasas i Malibu Hills. Specjalnie na potrzeby Roanoke zbudowano tam i w pełni umeblowano willę w stylu kolonialnym, w której odbywa się większość akcji. Jego przygotowanie zajęło cztery miesiące, nie otrzymano jednak w pełni odpowiednich pozwoleń na budowę, co potwierdził Richard Brecker, dyrektor Departamentu Planowania Regionalnego Hrabstwa Los Angeles.

## Kampania promocyjna
W związku z enigmatycznością Roanoke promocję sezonu ograniczono do minimum. 6 czerwca 2016 roku na profilach serialu w portalach społecznościowych pojawiło się logo, przedstawiające symbol złożony z cyfry 6 i znaku zapytania. Później w serwisach Snapchat i Instagram zamieszczono 24 krótkie zwiastuny. W jednym z nich wykorzystano premierowy singel Lady Gagi, „Perfect Illusion”, co w mediach powiązano z tajemniczością sezonu (tytuł piosenki oznacza: „idealna iluzja”). John Landgraf, prezes FX, potwierdził jednak, że spośród wszystkich zwiastunów tylko jeden odpowiada fabule szóstej serii, a cała reszta ma za zadanie wprowadzić w błąd, choć niewykluczone, że będzie powiązana z późniejszymi sezonami. Ponadto, w czerwcu, podczas konwentu San Diego Comic-Con, pojawiła się zapowiadająca szóstą serię rzeczywistość wirtualna pod tytułem Fearless VR Experience. FX zorganizowała konkurs, w którym osoba z najtrafniejszym pomysłem na fabułę wygrała samochodem Mercedes-Benz 300 Coupe z wyposażeniem w stylu American Horror Story oraz podróż na plan serialu.

## Teorie na temat fabuły i tytułu
W mediach i portalach społecznościowych pojawiły się liczne teorie na temat szczegółów szóstego sezonu. Pierwsza z nich mówiła, że seria będzie się skupiać wokół popularnego w 2009 roku w Internecie Slender Mana, tajemniczego mężczyzny bez twarzy, budzącego przerażenie wśród dzieci. W styczniu 2016 roku osoba związana z produkcją potwierdziła nieprawdziwość tych plotek. Po publikacji przed twórców serii zwiastunów, mówiono o motywach takich jak: kult, farma, sierociniec, kolonia, Potwór z Czarnej Laguny bądź Antychryst. Ostatni z nich pojawił się już w pierwszym sezonie, Murder House (Michael, syn Vivien i Tate’a, którym opiekowała się Constance, był Antychrystem). Kolejna teoria dotyczyła Bendersów, rodziny z Hrabstwa Labette w Kansas, która na przełomie lat 60. i 70. XIX wieku zamordowała w prowadzonym przez siebie zajeździe co najmniej 11 osób, po czym zniknęła w tajemniczych okolicznościach. Po tym, jak portal TMZ opublikował zdjęcia z planu, domniemywano o powiązaniu fabuły z historią kolonii Roanoke. Opowieść o zaginionej w niezbadany sposób pierwszej brytyjskiej osadzie w Ameryce przedstawiła już Billie Dean Howard, bohaterka Murder House, w jednym z odcinków. O takiej koncepcji fabuły przede wszystkim świadczył wyryty na drzewie napis „Croatoan” – taki sam, jaki zostawili w XVI wieku koloniści przed zagadkowym zniknięciem. Co więcej, mówi się, że „Croatoan” było ostatnim słowem wyszeptanym przez poetę Edgara Allana Poego przed niewyjaśnioną jednoznacznie śmiercią; ponadto, wyraz ten znaleziono w dzienniku zaginionej w tajemniczych okolicznościach pilotki Amelii Earhart. Inna teoria na temat szóstego sezonu dotyczyła Rodziny – sekty Charlesa Mansona, odpowiedzialnej za masakrę w willi Romana Polańskiego. Miały o tym świadczyć: napis „pig” („świnia”) i pająk w zwiastunach (Mansonowie napisali krwią na ścianie to samo słowo, a Charlesa fascynowały pająki) oraz rzekoma charakteryzacja Evana Petersa na Charlesa. Poza tym, w 2013 roku Ryan Murphy zdradził, że rozważał stworzenie sezonu American Horror Story o Mansonie, ostatecznie rezygnując z tego pomysłu. Sarah Paulson zaprzeczyła jednak, jakoby szósty sezon nawiązał do Rodziny. Do motywu Rodziny powrócono w jednym z odcinków kolejnego sezonu, Kultu, w którym Peters wcielił się w rolę Mansona. Inna teoria co do sezonu szóstego dotyczyła motywu zabójcy z nożycami ogrodowymi, o którym wspominał w 2012 roku Murphy (twierdząc, że był to jeden z pomysłów na Murder House).

## Recenzje
American Horror Story: Roanoke zdobył głównie pozytywne recenzje krytyków. Według serwisu Rotten Tomatoes, 74% recenzji było pozytywne. Strona podsumowała jego odbiór: „Roanoke stanowi zaskakujące odejście od formatu poprzednich [sezonów] AHS, wracając do formy pierwszych serii, choć w skromniejszy i bardziej przerażający sposób”. Odcinek siódmy jako jedyny zdobył wynik 100%. Na stronie Metacritic Roanoke ma średnią ważoną ocen wynoszącą 72 punkty na 100, co jest najwyższym wynikiem ze wszystkich dotychczasowych sezonów serialu.
Sam Ashurst z „Digital Spy” nazwał Roanoke najlepszym sezonem American Horror Story od czasu drugiego, Asylum. Hugh Armitage, również piszący dla „Digital Spy”, wyraził opinię: „Całość została pięknie skonstruowana, świetnie wykonana i opatrzona fantastycznymi występami aktorów”. Clarisse Loughrey z „The Independent” napisała: „Właściwie mamy to, o czym cały rok marzyła połowa fanów: trzeźwą odpowiedź na odbiór Hotelu (...). Roanoke zdaje się wielkim i ostatecznym dziełem, stanowiącym odpowiedź na pytania o sens [serialu], jego recepcję i naturę telewizji (...). Ze względu na wszystkie śmiałe ekscesy, [American Horror Story] konsekwentnie pozostaje jednym z najbardziej zaskakujących seriali w telewizji, którego obecność to prawdziwy skarb” Jasef Wisener z TV Over Mind nazwał Roanoke najprzyjemniejszym sezonem serialu do oglądania i wystawił mu 4,8 gwiazdki w skali do 5. Marc Snetiker z „Entertainment Weekly” napisał: „Powiedzmy to wprost: Ryanowi Murphy’emu należą się gratulacje. Po sześciu sezonach on i jego ekipa z American Horror Story powinni być dumni z oszałamiająco strasznego i niezwykle zaskakującego sezonu, jakim jest Roanoke (...). Czy wam się to podoba, czy nie, Roanoke stanowił piekielnie dobrą rozrywkę od samego początku aż do wielkiego finału”. Recenzent wyraził także opinię, że szósta seria „przywróciła [American Horror Story] do życia”. Sławomir Grabowski z serwisu wPolityce.pl wystawił sezonowi 5,5 punktów na 6, pisząc: „twórcy American Horror Story wiedzą, jak grać na naszych podświadomych lękach, nie przesadzać z elementami gore, ale też zarazem opowiadać długą, zniuansowaną historię z zaskakująco bogatymi, jak na horror, postaciami. Pozycja na pewno nie dla każdego, ale miłośnicy inteligentnej grozy będą w siódmym niebie”.
Matt Fowler z IGN wystawił mieszaną recenzję z 6,5 punktów w skali do 10: „Roanoke wypełniały zwroty akcji, mające na celu przyciągnięcie uwagi widza w momentach, gdy akcja spowalniała, ale jak już się przyzwyczajaliśmy do odmiany, okazywało się, że w kółko oglądamy tę samą rzeź. Sezon nadmiernie starał się nam wmówić, że postacie mają jakieś racjonalne powody, dlaczego wciąż działają według schematu: zostać w domu, wrócić do niego, nie móc uciec. Po pewnym czasie wyglądało to jak apatyczna pętla”. Negatywną recenzję wystawił Jeff Stone z IndieWire: „Nawet świetne aktorstwo nie uratowało Roanoke, którego pierwsza połowa była zaskakująco nudna. Co prawda w drugiej połowie pojawiły się oznaki życia, niemniej ostatecznie okazało się, że jest to jeden z najsłabszych sezonów American Horror Story (choć najgorszy wciąż wydaje się Freak Show – nawet Roanoke nie był taki zły)”.

## Oglądalność w Stanach Zjednoczonych
American Horror Story: Roanoke był dziewiątym najlepiej oglądanym serialem 2016 roku w Stanach Zjednoczonych, z czego trzecim w obrębie telewizji kablowej (za Żywymi trupami i Grą o tron). W podsumowaniu rocznym osiągnął wskaźnik oglądalności 3,4 w grupie wiekowej 18–49, gromadząc w niej średnio 4,37 miliona widzów (wliczając oglądalność telewizyjną, poprzez nagrywarkę bądź usługi wideo na życzenie). Co więcej, zanotował średni wzrost na poziomie 245,5%, jeśli chodzi o ilość nagrań w stosunku do widzów w trakcie premierowych emisji odcinków. Jest to drugi najwyższy wynik spośród wszystkich programów telewizyjnych 2016 roku (wyższy wynik osiągnął tylko serial Zadzwoń do Saula).
Kolumny „Pozycja” wyrażają miejsce, które zajął odcinek w zestawieniu najpopularniejszych programów telewizji kablowej danego dnia lub tygodnia.

Kolumny „AMR” wyrażają procent widzów, którzy oglądali dany odcinek, w stosunku do wszystkich posiadaczy telewizji kablowej w Stanach Zjednoczonych.

Kolumna „PVR/VOD” wyraża liczbę widzów, którzy nie oglądali odcinka podczas premierowej emisji, ale nagrali go na swoją nagrywarkę bądź obejrzeli na życzenie.

Pusta komórka oznacza brak informacji.
| Nr      | Tytuł         | Data premiery             | Pozycja | Pozycja | Widzów (wszyscy, mln) | Grupa wiekowa 18–49 | Grupa wiekowa 18–49 | PVR/VOD      | W sumie (premiera + PVR/VOD) | W sumie (premiera + PVR/VOD) |
| Nr      | Tytuł         | Data premiery             | dzień   | tydzień | Widzów (wszyscy, mln) | Widzów (mln)        | AMR                 | Widzów (mln) | Widzów (mln)                 | AMR (18-49)                  |
| ------- | ------------- | ------------------------- | ------- | ------- | --------------------- | ------------------- | ------------------- | ------------ | ---------------------------- | ---------------------------- |
| 1       | „Rozdział 1”  | 14 września 2016(dts)     | 1       | 3       | 5,137                 | 3,572               | 2,8                 | 3,163        | 8,300                        |                              |
| 2       | „Rozdział 2”  | 21 września 2016(dts)     | 1       | 2       | 3,273                 | 2,291               | 1,8                 |              |                              |                              |
| 3       | „Rozdział 3”  | 28 września 2016(dts)     | 1       | 7       | 3,078                 | 2,169               | 1,7                 | 2,952        | 6,031                        | 3,3                          |
| 4       | „Rozdział 4”  | 5 października 2016(dts)  | 2       | 8       | 2,828                 | 1,830               | 1,4                 | 3,301        | 6,130                        | 3,2                          |
| 5       | „Rozdział 5”  | 12 października 2016(dts) | 1       | 5       | 2,824                 | 1,871               | 1,5                 | 3,314        | 6,139                        | 3,2                          |
| 6       | „Rozdział 6”  | 19 października 2016(dts) | 6       | 14      | 2,482                 | 1,749               | 1,4                 | 3,504        | 5,987                        | 3,2                          |
| 7       | „Rozdział 7”  | 26 października 2016(dts) | 1       | 6       | 2,622                 | 1,807               | 1,4                 | 2,612        | 5,235                        | 2,8                          |
| 8       | „Rozdział 8”  | 2 listopada 2016(dts)     | 1       | 6       | 2,197                 | 1,528               | 1,2                 | 3,375        | 5,574                        | 3,1                          |
| 9       | „Rozdział 9”  | 9 listopada 2016(dts)     | 5       |         | 2,433                 |                     | 1,3                 | 2,297        | 4,731                        | 2,6                          |
| 10      | „Rozdział 10” | 16 listopada 2016(dts)    | 1       | 6       | 2,450                 | 1,713               | 1,3                 | 2,988        | 5,439                        | 3,0                          |
| Średnio | Średnio       | Średnio                   | Średnio | Średnio | 2,932                 | 2,059               | 1,58                | 3,056        | 5,952                        | 3,05                         |

## Nagrody i nominacje
American Horror Story: Roanoke zdobył spośród 6 nagród spośród 26 nominacji.
| Ceremonia                                                          | Kategoria                                                                                    | Nominacja | Rezultat  |         |
| ------------------------------------------------------------------ | -------------------------------------------------------------------------------------------- | --- | --------- | ------- |
| 69. ceremonia wręczenia Primetime Creative Arts Emmy               | Najlepsza charakteryzacja naturalna w serialu limitowanym lub filmie telewizyjnym            | Eryn Krueger Mekash, Kim Ayers, Mike Mekash, Silvina Knight, Carleigh Herbert i Luis Garcia                                             | Nominacja | [ 122 ] |
| 69. ceremonia wręczenia Primetime Creative Arts Emmy               | Najlepsza charakteryzacja sztuczna w serialu limitowanym lub filmie telewizyjnym             | Eryn Krueger Mekash, Michael Mekash, David Leroy Anderson, James Mackinnon, Jason Hamer, Melanie Eichner, Cristina Himiob i Maiko Chiba | Wygrana   | [ 122 ] |
| 69. ceremonia wręczenia Primetime Creative Arts Emmy               | Najlepsze fryzury w serialu limitowanym lub filmie telewizyjnym                              | Michelle Ceglia, Valerie Jackson i Jose Zamora                                                                                          | Nominacja | [ 122 ] |
| 69. ceremonia wręczenia Primetime Creative Arts Emmy               | Najlepszy montaż dźwięku w serialu limitowanym, filmie telewizyjnym lub programie specjalnym | Gary Megregian, Steve M. Stuhr, Jason Krane, Timothy A. Cleveland, Paul Diller, David Klotz i Noel Vought (za „Rozdział 1”)             | Nominacja | [ 122 ] |
| 19. ceremonia wręczenia nagród Amerykańskiej Gildii Kostiumografów | Najlepsze kostiumy w serialu współczesnym                                                    | Lou Eyrich, Helen Huang | Wygrana   | [ 123 ] |
| 21. ceremonia wręczenia nagród Amerykańskiej Gildii Scenografów    | Film telewizyjny lub miniserial                                                              | Andrew Murdock (za „Rozdział 5”) | Nominacja | [ 124 ] |
| Ceremonia wręczenia nagród Gildii Makijażystów i Fryzjerów 2017    | Najlepsze fryzury w miniserialu lub filmie telewizyjnym kostiumowym                          | Michelle Ceglia i Valerie Jackson | Wygrana   | [ 125 ] |
| Ceremonia wręczenia nagród Gildii Makijażystów i Fryzjerów 2017    | Najlepsza charakteryzacja w miniserialu lub filmie telewizyjnym kostiumowym                  | Eryn Krueger Mekash, Kim Ayers i Silvina Knight                                                                                         | Nominacja | [ 125 ] |
| Ceremonia wręczenia nagród Gildii Makijażystów i Fryzjerów 2017    | Najlepsze fryzury w miniserialu lub filmie telewizyjnym kostiumowym                          | Michelle Ceglia i Valerie Jackson | Nominacja | [ 125 ] |
| Ceremonia wręczenia nagród Gildii Makijażystów i Fryzjerów 2017    | Najlepsze efekty makijażowe w miniserialu lub filmie telewizyjnym                            | Eryn Krueger Mekash, Michael Mekash i David Anderson                                                                                    | Wygrana   | [ 125 ] |
| Ceremonia wręczenia nagród Gildii Makijażystów i Fryzjerów 2017    | Najlepsza charakteryzacja w reklamie lub teledysku                                           | Kerry Herta, Jason Collins i Cristina Waltz                                                                                             | Wygrana   | [ 125 ] |
| 64. ceremonia wręczenia Złotych Szpul                              | Najlepszy montaż dźwięku w odcinku serialu – efekty i imitacje dźwiękowe                     | „Rozdział 1” | Nominacja | [ 126 ] |
| 43. ceremonia wręczenia Saturnów                                   | Najlepszy serial telewizyjny – horror                                                        | American Horror Story: Roanoke | Nominacja | [ 127 ] |
| 43. ceremonia wręczenia Saturnów                                   | Najlepsza aktorka telewizyjna                                                                | Sarah Paulson | Nominacja | [ 127 ] |
| 43. ceremonia wręczenia Saturnów                                   | Najlepsza drugoplanowa aktorka telewizyjna                                                   | Kathy Bates | Nominacja | [ 127 ] |
| 43. ceremonia wręczenia Saturnów                                   | Najlepsza drugoplanowa aktorka telewizyjna                                                   | Adina Porter | Nominacja | [ 127 ] |
| 43. ceremonia wręczenia Saturnów                                   | Najlepszy występ gościnny w serialu telewizyjnym                                             | Leslie Jordan | Nominacja | [ 127 ] |
| 46. ceremonia wręczenia People’s Choice Awards                     | Ulubiony serial science fiction lub fantasy stacji kablowej                                  | American Horror Story: Roanoke | Nominacja | [ 128 ] |
| 17. ceremonia wręczenia Czarnych Szpuli                            | Najlepsza aktorka drugoplanowa w filmie telewizyjnym lub miniserialu                         | Angela Bassett | Nominacja | [ 129 ] |
| 17. ceremonia wręczenia Czarnych Szpuli                            | Najlepsza reżyseria w miniserialu lub filmie telewizyjnym                                    | Angela Bassett (za „Rozdział 6”) | Nominacja | [ 129 ] |
| 26. ceremonia wręczenia MTV Movie & TV Awards                      | Najlepszy czarny charakter                                                                   | Wes Bentley | Nominacja | [ 130 ] |
| Key Art Awards 2017                                                | Telewizja/streaming: na świeżym powietrzu: billboard                                         | American Horror Story: Roanoke | Brąz      | [ 131 ] |
| Key Art Awards 2017                                                | Telewizja/streaming: kampania promocyjna wideo: horror                                       | American Horror Story?6 | Srebro    | [ 131 ] |
| Key Art Awards 2017                                                | Telewizja/streaming: zintegrowana kampania promocyjna                                        | American Horror Story?6 | Złoto     | [ 131 ] |
| Fangoria Chainsaw Awards 2017                                      | Najlepsza drugoplanowa aktorka telewizyjna                                                   | Sarah Paulson | Nominacja | [ 132 ] |
| Fangoria Chainsaw Awards 2017                                      | Najlepsze telewizyjne efekty specjalne                                                       | Eryn Krueger Mekash i David LeRoy Anderson                                                                                              | Nominacja | [ 132 ] |